# 匙喙翼龍屬
匙喙翼龍（屬名：Plataleorhynchus）是翼龍目翼手龍亞目梳頜翼龍科的一屬，化石發現於英格蘭多塞特郡的Purbeck組地層，年代為侏儸紀提通階或白堊紀貝里亞階。
在1995年，安德魯·米爾納（Andrew Milner）、Stafford Howse將化石進行敘述、命名，模式種是環齒匙喙翼龍（P. streptorophorodon）。屬名意為「琵琶鹭的口鼻部」，意指其頭顱骨前段的外形；種名在古希臘文意為「環狀牙齒」。
匙喙翼龍的模式標本（編號BMNH R.11957）是一個不完整的上頜前部，附有牙齒。化石位於一塊石版上，發現於一個白堊石採石場。匙喙翼龍的頜部前方形成圓形、鏟狀，上有22顆狹窄的牙齒、朝向兩側，還發現40多個齒槽，上頜被估計共有76顆牙齒。
研究人員將匙喙翼龍歸類於梳頜翼龍科，這是一群濾食性的翼龍類。大衛·安文（David Unwin）將匙喙翼龍進一步分類於頜翼龍亞科。
頭顱骨前部沒有骨質冠飾。匙喙翼龍的體型可能類似大型頜翼龍亞科動物，例如頜翼龍（頭顱骨長度至少有40公分），但匙喙翼龍的琵琶鹭外形、有明顯角質層包覆的上頜、以及較小的牙齒，顯示匙喙翼龍的進食方式跟頜翼龍不一樣，牠們可能使用嘴部攪動泥漿或者雜草來找出居住在水中的動物。

## 外部連結
- Plataleorhynchus in The Pterosaur Database
- Plataleorhynchus in The Pterosauria